# Банска градина (Кюстендил)
Банска градина е името на един от парковете в град Кюстендил.

## История
Създадена е през 1912 година във връзка с реконструкцията на Централната градска баня, по проект на архитект Христо Ковачевски.
Първите дървесни видове са чинарите пред централния вход на банята. През 1974 година са засадени иглолистни видове: туя и обикновен смърч, а през 1935 година градинарят при Кюстендилската община Ал. Балабанов засажда пауловния, плачеща черница и декоративни храсти.
Под плачещата черница е разположен бюст-паметник на Пейо Яворов. Паметникът е копие на паметника на поета в Борисовата градина в София. Автор на паметника е Григор Агаронян, открит е през 1929 година.
През 60-те години на XX век след археологическо проучване са експонирани руините на римските терми и лапидариум. През 1971 година под чинарите е изграден фонтан с бронзова пластична композиция „Играещи деца“ на арх. П. Златарев.

## Галерия
- Паметникът на Пейо Яворов в парка пред банята
- Банската градина